# 广东电视广播

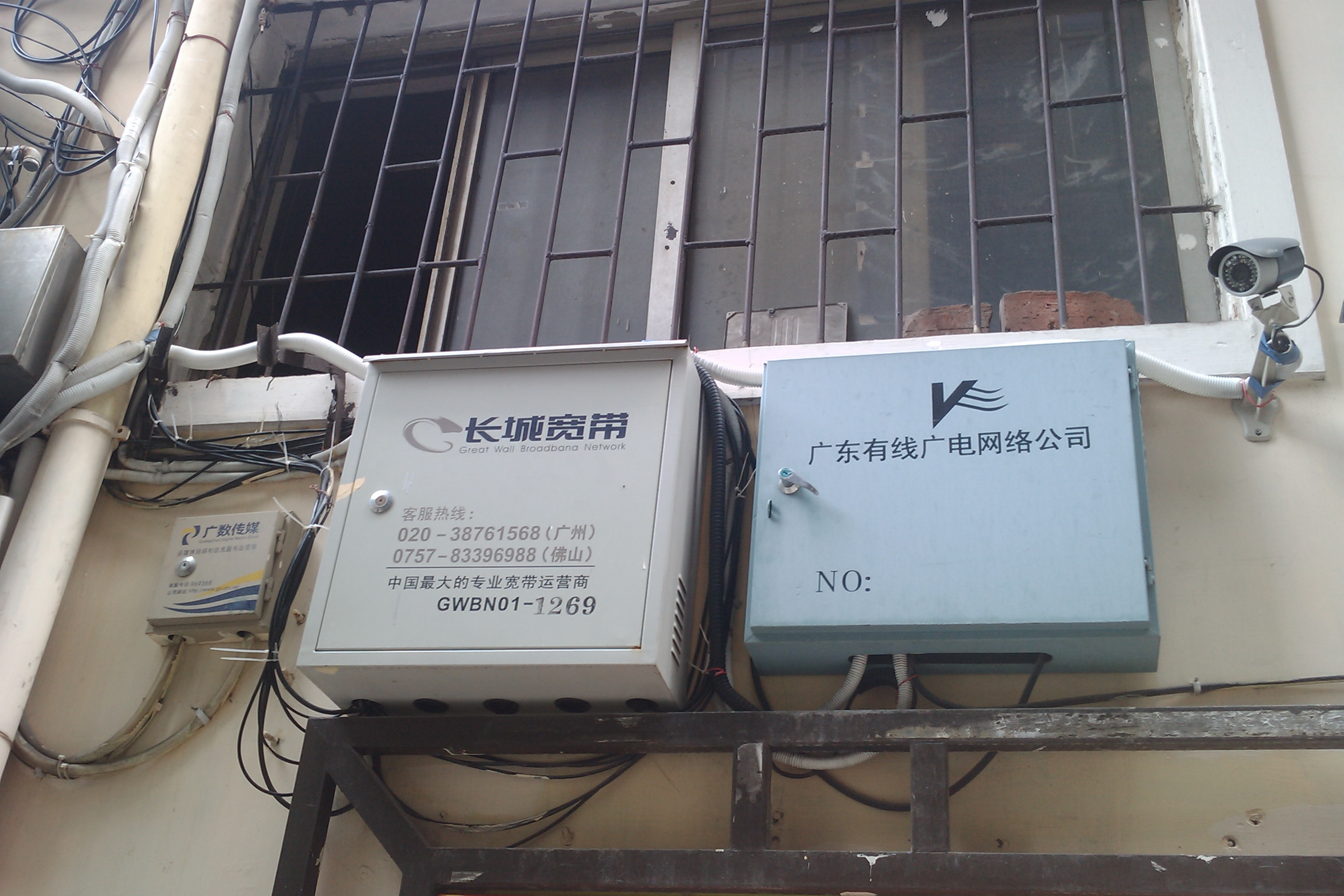
广东有线电视

广东省是中华人民共和国最早进行电视广播的省市之一。广东省的電視廣播非常发达，有线电视已覆盖全省；在广州市等的珠江三角洲城市，更覆盖至所有农村。广东广播电视台、广州广播电视台以广州市為广播基地，前者为省级电视台，廣州電視台雖然不是省級電視台，但利用省會的優勢，與周邊城市直接對等落地。其他城市也有发展自己的电视台（如深圳广播电影电视集团、珠海广播电视台、惠州广播电视台、湛江广播电视台等），性质与广州广播电视台类似，都是当地的党委宣传部投资开设的，主要是作为地方党政的宣传工具。
由于改革开放及地理位置、语言文化相近，广东观众可以直接收看翡翠台等香港电视频道。出于与香港电视竞争及统战需要，广东的省级电视台及部分地级市电视台可使用粤语制作节目，在20世纪八九十年代，香港电视频道的收视份额曾一度高达八成以上。由于近年来广东地区外来人口增多、语言政策、内地电视制作开始多元化、香港免费电视质素下降等因素影响，广东本土电视台的收视率在2000年代中期赶超香港电视频道，珠江频道取代翡翠台成为广东收视率最高的电视频道。

## 发展历程

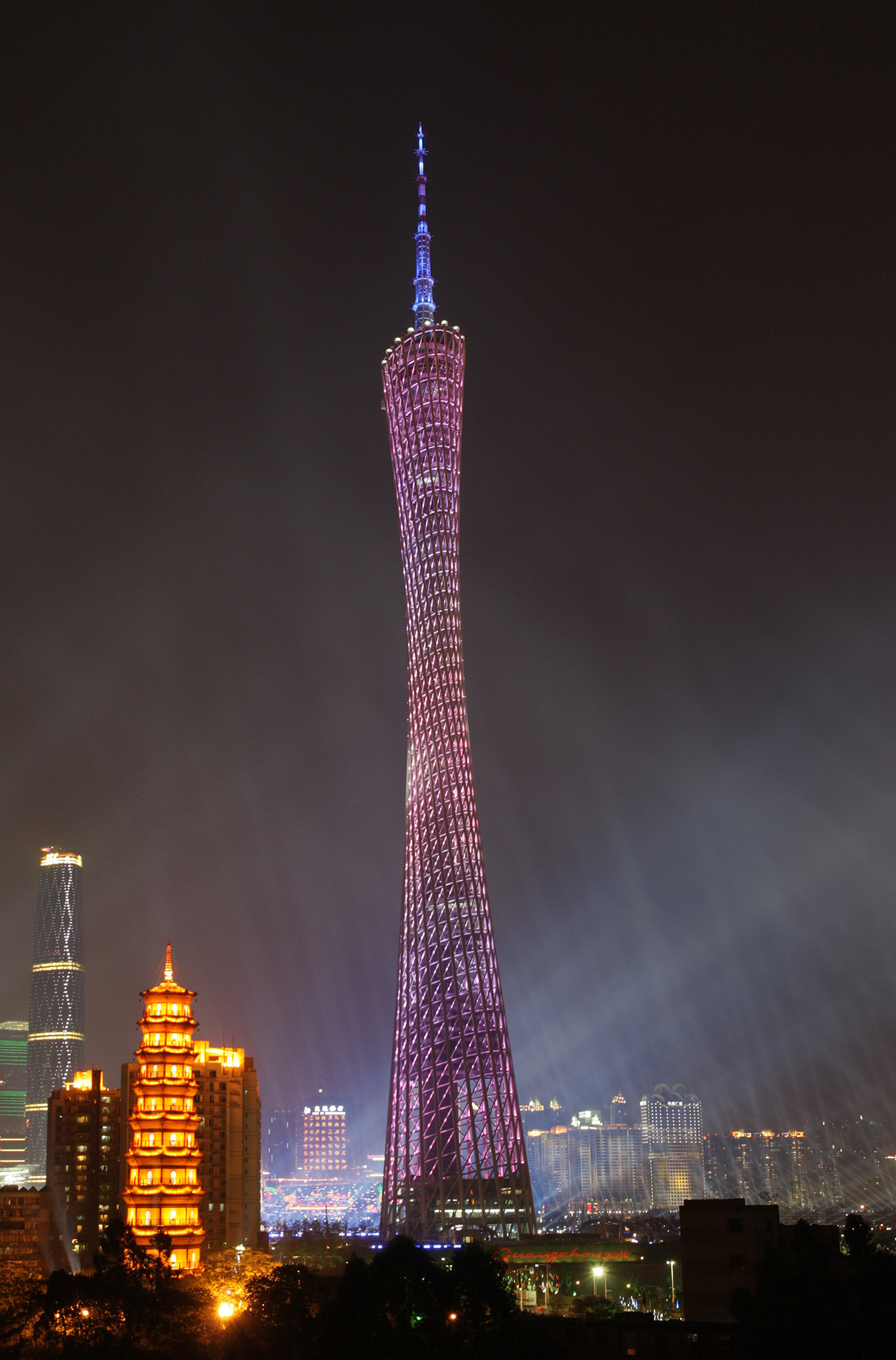
廣州新電視塔

1959年10月1日，广东首个电视播出机构“广州电视台”试播，播出第一条新闻片“广州市举行庆祝中华人民共和国建国十周年大会”，被视为广东电视广播发展的开端。1974年建成彩电播出系统。1979年1月改呼号为“广东电视台”。1981年，借鉴香港无线电视《欢乐今宵》，制作首个综艺节目《万紫千红》。1982年首次增设粤语新闻报道，并制作了中国内地第二部、广东首部电视连续剧《虾球传》，更远销至中央电视台和香港亚洲电视播放。1986年，港剧《流氓大亨》在广东的热播，引发广东电视台的体制改革，广东电视台专门成立制作电视剧的电视剧中心，并派人到香港考察学习。1987年7月，广东电视台举行改版工作会议，学习“香港经验”制作长篇电视剧，在拍摄上摒弃效仿电影的手法，形成工厂化一条龙生产模式，达到每天播一集本台制作新剧的目标。1988年，为与香港电视频道竞争，旗下的“广东电视二台”转型为全粤语播出的“珠江台”。1989年，制作的电视剧《公关小姐》在全国热播，并横扫第九届中国电视金鹰奖、第十一届中国电视剧飞天奖。此后，又陆续制作了《情满珠江》《英雄无悔》《和平年代》等热播电视剧。
1996年7月8日，广东卫视通过亚洲2号卫星覆盖全国播出，成为全国性频道。
2000年，粤语情景短剧《外来媳妇本地郎》开播，创造了广东本土电视剧的最高收视纪录。在该剧热潮带动下，省内各电视台制作了大量风格相似的粤语情景短剧。
2001年12月20日，由广东有线电视台和广东经济电视台合并而成的南方电视台正式开播。2004年1月18日，广东南方广播影视传媒集团成立，是全国第一个也是当时唯一的全省性的集团化改革。2014年4月23日，广东电视台、南方电视台合并，并入广东广播电视台。
2018年10月16日，国内首个省级超高清电视频道——广东4K综艺频道开播。

## 境外频道
广东是中国内地目前唯一经国家广电总局批准允许境外电视频道进入电视网络播出的省份。目前，尚有六条境外频道获准进入广东电视网络。而深圳市广电网络公司天威视讯则在此基础上传送大部分中央境外卫星电视平台的电视节目给公众付费开放。
| 状态   | 频道名                               | 获准落地时间  | 备注                                                 |
| ------ | ------------------------------------ | ------------- | ---------------------------------------------------- |
| 播出中 | 凤凰卫视中文台                       | 2001年        |                                                      |
| 播出中 | 星空卫视                             | 2002年3月28日 |                                                      |
| 播出中 | 翡翠台                               | 2004年9月     |                                                      |
| 播出中 | 明珠台                               | 2004年9月     |                                                      |
| 播出中 | 澳亚卫视                             | 2006年4月     |                                                      |
| 播出中 | 澳视澳门台                           | 2023年8月     |                                                      |
| 已停播 | 华娱卫视                             | 2002年2月     | 2017年因TOM集团结束频道运营而停播                    |
| 已停播 | 本港台                               | 2002年7月     | 2016年因亚洲电视结束频道运营而停播                   |
| 已停播 | 国际台                               | 2002年7月     | 2016年因亚洲电视结束频道运营而停播                   |
| 已停播 | 音乐电视网中国大陆频道 （MTV China） | 2003年4月26日 | 2021年2月1日因频道商派拉蒙全球未将频道更改送审而停播 |

### 历史
1980年代开始，中国大陆改革开放，广东珠三角不少家庭有了黑白电视机。但是由于当时广东的电视频道不多、信号差，而且播放时间很短，故广州的民众开始使用鱼骨架形天线接收语言相通和更富娱乐性的香港电视。那时收看香港电视的方法很简单，只需用一根带有放大器的鱼骨架形天线，把天线绑在竹竿上伸到天空的东南方向，即可直接收看。不久后，广州家家户户都效仿，很快普及了整个广东珠江三角洲。到了80年代末，本地电视台开始大量购入香港剧集，更是促进了香港电视在广东的普及程度。
不过当时的中共中央领导认为“香港电视每分每秒都在放毒”，严厉批评“广州已经香港化了”。中央有关部门甚至将此定性为“反动宣传”，要求广东当局“坚决打击和依法严惩”。另外有不少内地城市更打出“反对广州的精神污染”标语。迫于北京方面的压力，广东省委、省政府唯有紧急制订措施，严禁广东民众收看香港电视。对违反的中共党员干部进行严厉处分，另勒令各地派出工作组，使用消防车逐村逐户地进行强行拆除。特别是每逢有中央领导人到广州巡视时，东莞某地的一个大功率干扰电台便会释放出大量的干扰信号，令整个珠三角地区的电视屏幕上的翡翠台和本港台变成“雪花”。
广东当局的举动引来了大量民众不满，反而令鱼骨天线的数量越来越多，屡禁不绝。也令当时刚开始在广东投资的外商却步。1983年5月某日，时任广东省委宣传部副部长张作彬带着两名干事前往深圳，在3天内把香港两家电视台所有节目都记录了下来，写成一份调查报告交给了时任中共广东省委第一书记任仲夷。报告中指，“香港两家电视台的电视剧和综艺节目，是为了迎合一般香港市民的口味而设计的，比起还处于起步阶段的大陆电视剧和文艺节目，具有更大的吸引力。而知识分子喜欢的是香港电视台快捷的新闻，尤其是那些转自CNN、BBC的快讯，中国中央电视台要么没有，要么隔一天才能看到。低俗无聊的节目时有所见，而黄色和反动的宣传几乎没有。”几天之后，任仲夷在省委宣传部，召集宣传文化系统负责人会议上，提出观点：“排污不排外”。他指出，自觉排污是必要的、明智的，但决不能因噎废食，笼统地反对一切外来思想文化，盲目排外是错误的，愚蠢的。排污要分清界限，要排真正的污，对资本主义国家先进的科学技术和优秀的文化成果，我们不仅不能排斥，还应当积极地吸收借鉴。在那次会议上，他并没有提到拆除鱼骨天线和干扰香港频道事件。不久后，时任中共中央总书记胡耀邦到了广州，入住珠岛宾馆。按当时的惯例，服务员把他房间电视的香港频道全部封锁了。任发现后，马上要求把所有的电视频道全部打印出来，放在电视机旁边，方便客人选择收看。在此后的几天，胡耀邦始终没有提出什么意见。自此之后，香港电视在任仲夷的任期内再也没有受到强行干扰。
2002年7月，香港亚洲電视本港台、国际台两个频道被广电总局获准在广东播出；2004年9月，无线电视也与广东省签订落地权协议，在广东播放翡翠台和明珠台。但此前，此四条香港免费电视频道在广东的播放都可以解读为被广东和广州两间有线电视公司“非法转播”。
有些地方（如东莞市石龙镇）也会插播当地电视台制作的本地新闻，形式层出不穷。而四会市就声称，“因其电视台属于县级台，没有自办频道，所以都是以在各大电视台的插播形式播出《四会新闻》。而对于部分境外台，境外电视在廣東省落地，与廣東省及我市播出机构签订了相关的协议，根据协议内容，市电视台每年要支付一定数额的节目源费用给相关境外台，同时廣東省的播出机构可以在相关时间段内插播节目，这属于合法、合理插播，全省都一样。”当被问到《境外电视在我省落地与我省签定了相关协议》可能被其滥用，并提出是否应公示出来时，当局就声称该协议是属于不能对外公开的范畴。
2023年8月，国家广电总局批准澳广视旗下澳视澳门台在珠三角地区的有线电视网落地播出。这是时隔十余年后，再有境外电视频道获准落地。